# 후지타 도시야 (감독)
후지타 도시야(Toshiya Fujita, 1932년 1월 16일 ~ 1997년 8월 30일)는 일본의 배우, 영화 감독, 각본가이다.
평양직할시에서 태어났으며 신주쿠구에서 사망하였다. 사인은 간부전이다.

## 영화
- 뜨겁게 젖은 사케의 비밀 (1996년) - 모노노베 모리오 역
- 네 멋대로 해라 - 영웅계획 (1996년)
- 중학교사 (1992년)
- 철권 (1990년)
- 리볼버 (1988년)
- 영원의 2분의 1 (1987년)
- 상하이 이인창관 (1981년)
- 나쯔코 (1980년)
- 지고이네르바이젠 (1980년)
- 천사를 유혹하다 (1979년)
- 위험한 관계 (1978년)
- 수라설희 2 (1974년)
- 수라설희 (1973년)